# Митар Ковач
Митар Ковач (Улог, 27. јул 1959) је пензионисани генерал-мајор Војске Србије, професор Факултета за пројектни и иновациони менаџмент, истраживач Института за политичке студије и политичар.
На парламентарним изборима 2023. године изабран је за народног посланика као кандидат на изборној листи покрета Ми — Глас из народа.

## Биографија

### Образовање и војна каријера
Рођен је 27. јула 1959. године у Улогу код Калиновика. Завршио је Средњу војну школу копнене војске, смјер артиљерија, 1977. у Задру. На Војној академији копнене војске у Београду дипломирао је 1981. (смјер артиљерија), постдипломске студије завршио 1990, докторирао 1998. одбраном тезе Метод одређивања ефикасности дејства артиљеријских и ракетних јединица за подршку и завршио Школу националне одбране, као и генералштабно усавршавање 2002. године. Произведен је у чин потпоручника 1981, а унапријеђен у чин поручника 1982, капетана 1985, капетана I класе 1988, мајора 1992, потпуковника 1996, пуковника 2000. (ванредно), бригадног генерала 2009. и генерал-мајора 2011. (ванредно). У ЈНА је службовао у гарнизонима Задар, Лесковац и Београд. Био је командир вода и батерије, замјеник команданта артиљеријског дивизиона, командант артиљеријског дивизиона, замјеник команданта артиљеријског пука и командант артиљеријског пука.
Почетак ратних сукоба у БиХ 1992. затекао га је на дужности самосталног истраживача у Институту ратне вештине у Београду, у чину капетана I класе. У Војсци Републике Српске Крајине био је од новембра 1991. до јуна 1992, на дужности команданта артиљеријског дивизиона, а у ВРС од децембра 1992. до септембра 1993, на дужности начелника штаба артиљеријског пука.
Службу је наставио у ВЈ. Био је истраживач (научни савјетник) (2004–2014) и начелник одјељења у Центру високих војних школа у Институту ратне вештине, начелник Управе за стратегијско планирање
у [Министарству одбране Србије и Црне Горе (од 2006. Управа за стратегијско планирање у Министарству одбране Србије) (2004–2010) и начелник Управе за планирање и развој у Генералштабу Војске Србије (2010–2014). На Војној академији у Београду (од 2011. Војна академија Универзитета одбране) 2006. биран је за редовног професора. У Институту за стратегијска истраживања ради у звању научног савјетника. Као спољни сарадник држао је наставу на Факултету безбедности и Факултету политичких наука у Београду. За резултате у научноистраживачком раду добио је Златну плакету „Војвода Живојин Мишић“ (2002). Био је ангажован као војни експерт у одбрани српских војних руководилаца пред Међународним кривичним судом за бившу Југославију у Хагу. Учествовао је у одбрани СРЈ од НАТО агресије од 24. марта до 26. јуна 1999. Пензионисан је 22. децембра 2014. Од 2015. директор је невладине организације Евроазијски безбједносни форум. Одликован је у ЈНА Медаљом за војне заслуге и
Орденом за војне заслуге са сребрним мачевима, те са више одликовања у ВЈ.

### Политичка каријера
Ковач је на парламентарним изборима 2023. године био кандидат на изборној листи покрета Ми — Глас из народа и изабран је за народног посланика у Народној скупштини Републике Србије.

## Унапређивања у чинове
| Пуковник      | Бригадни генерал | Генерал-мајор |
| ------------- | ---------------- | ------------- |
|               |                  |               |
| 16. јун 2000. | 2009.            | 2011.         |